# دارين هيل
دارين هيل (بالإنجليزية: Darryn Hill) مواليد 11 أغسطس 1974 في برث، أستراليا الغربية، هو دراج أسترالي سابق في صنف سباق الدراجات على المضمار. سبق أن شارك في دورة الألعاب الأولمبية الصيفية وفاز بميدالية أولمبية.

## الميداليات
| الميدالية | المسابقة                       |
| --------- | ------------------------------ |
| برونزية   | الألعاب الأولمبية الصيفية 2000 |
| فضية      | دورة ألعاب الكومنولث 1994      |
| برونزية   | دورة ألعاب الكومنولث 1994      |

## روابط خارجية
- دارين هيل على موقع أرشيف الدراجات (الإنجليزية)
- دارين هيل على موقع CycleBase (الإنجليزية)
- دارين هيل على موقع أوليمبيديا (الإنجليزية)
- دارين هيل على موقع اللجنة الأولمبية الأسترالية (الإنجليزية)
- دارين هيل على موقع اتحاد ألعاب الكومنولث (مؤرشف) (الإنجليزية)